# Makromolekul
Makromolekul je po definiciji veliki molekul, koji ima veliku molekulsku masu. U biohemiji se pojam makromolekula odnosi na biopolimere (nukleotide, proteine, ugljene hidrate i lipide), a takođe i na nepolimerne molekule velike molekulske mase. Sintetička vlakna i eksperimentalni materijali kao što su ugljenične nanocevi su takođe primeri makromolekula.

## Definicija
Makromolekul
Veliki molekul
Molekul visoke relativne molekulske mase, čija struktura u suštini
obuhvata višestruko ponavljanje konstitutivnih jedinica, stvarno ili
konceptualno, iz molekula male relativne molekulske mase.
Napomene
1. U mnogim slučajevima, posebno za sintetičke polimere, može se
smatrati da molekul ima visoku relativnu molekulsku masu ako
dodavanje ili uklanjanje jednog ili nekoliko jedinica ima zanemarljiv
uticaj na molekularna svojstva. Ova izjava ne važi u slučaju određenih
makromolekula za koje svojstva mogu biti kritično zavisna od finih
detalja molekularne strukture.

2. Ako se deo ili ceo molekul uklapa u ovu definiciju, može se opisati
kao makromolekularni ili polimerni, ili se polimer koji se koristi u
pridevu.

Termin makromolekul (makro- + molekul) skovao je nobelovac Herman Štaudinger tokom 1920-ih, iako njegova prva relevantna publikacija o ovoj oblasti pominje samo visokomolekularna jedinjenja (preko 1.000 atoma). U to vreme termin polimer, kako ga je uveo Bercelijus 1832, imao je drugačije značenje od današnjeg: to je jednostavno bio još jedan oblik izomerizma, na primer sa benzolom i acetilenom i nije imao mnogo veze sa veličinom.
Upotreba termina za opisivanje velikih molekula varira u različitim disciplinama. Na primer, dok se biologiji makromolekulima nazivaju četiri velika molekula od kojih se sastoje živa bića, u hemiji, termin se može odnositi na agregate od dva ili više molekula koji se drže zajedno intermolekularnim silama, a ne kovalentnim vezama, ali koji se lako ne rastavljaju.
Prema standardnoj definiciji IUPAC-a, termin makromolekul koji se koristi u nauci o polimerima odnosi se samo na pojedinačni molekul. Na primer, jedan polimerni molekul je prikladno opisan kao „makromolekul“ ili „molekul polimera“, a ne kao „polimer“, što sugeriše supstancu sastavljenu od makromolekula.
Zbog svoje veličine, makromolekuli se ne opisuju samo u smislu stehiometrije. Struktura jednostavnih makromolekula, kao što su homopolimeri, može se opisati u smislu individualne monomerne podjedinice i ukupne molekulske mase. Komplikovani biomakromolekuli, s druge strane, zahtevaju višestrani strukturni opis, kao što je hijerarhija struktura koje se koriste za opisivanje proteina.

## Svojstva
Makromolekuli često imaju neobična fizička svojstva koja se ne javljaju kod manjih molekula.
Još jedno uobičajeno makromolekularno svojstvo koje ne karakteriše manje molekule je njihova relativna nerastvorljivost u vodi i sličnim rastvaračima, umesto toga formirajući koloide. Mnogi zahtevaju soli ili određene jone da bi se rastvorili u vodi. Slično tome, mnogi proteini se denaturišu ako je koncentracija rastvora u njihovom rastvoru previsoka ili preniska.
Visoke koncentracije makromolekula u rastvoru mogu da promene brzine i konstante ravnoteže reakcija drugih makromolekula, kroz efekat poznat kao makromolekularno pretrpavanje. Ovo dolazi od toga što makromolekuli isključuju druge molekule iz velikog dela zapremine rastvora, čime se povećavaju efektivne koncentracije ovih molekula.

## Istorija
Prvu sintetičku smolu je sintetisao Leo Baekeland između 1905. i 1909. godine, fenol-formaldehidnom kondenzacijom i taj proizvod se naziva bakelit. Tada još uvek nije bila poznata makromolekularna priroda ovog materijala. U periodu 1900—1930 ideja o kovalentno vezanim molekulima čija je molekulska masa veća od 100000 nije bila prihvaćena. Smatralo se da bi takve strukture bile nestabilne. Umjesto toga bilo je prihvaćeno da su supstance polimernih osobina (elastičnost, nejasna tačka topljenja, viskoznost rastvora) agregati malih molekula vezani sekundarnim valencijama i da je potrebno prisustvo dvostruke veze. Hermann Staudinger je naprotiv dokazao, da hidrogenacijom prirodne gume ona zadržava polimerne osobine.

## Tipovi makromolekula
Makromolekuli biološkog porekla su jako zastupljeni u prirodi. Npr. proteini kože su predominantno biopolimeri kolagena. Kosa je izgrađena od keratina. Molekuli DNK i RNK su takođe makromolekuli. Nasuprot njima, sintetičke makromolekuli se mogu dobiti u laboratoriji, npr. polistiren.

## Linearni biopolimeri
Svi živi organizmi za svoje biološke funkcije zavise od tri esencijalna biopolimera: DNK, RNK i proteina. Svaki od ovih molekula je neophodan za život pošto svaki igra posebnu, nezamenljivu ulogu u ćeliji. Jednostavan rezime je da DNK stvara RNK, a zatim RNK stvara proteine.
DNK, RNK i proteini se sastoje od ponavljajuće strukture povezanih građevnih blokova (nukleotidi u slučaju DNK i RNK, aminokiseline u slučaju proteina). Uopšteno govoreći, svi su nerazgranati polimeri, te se mogu predstaviti u obliku niza. Oni se mogu posmatrati kao niz perli, pri čemu svaka perla predstavlja jedan nukleotid ili aminokiselinski monomer povezan zajedno kovalentnim hemijskim vezama u veoma dug lanac.
U većini slučajeva, monomeri unutar lanca imaju jaku sklonost ka interakciji sa drugim aminokiselinama ili nukleotidima. U DNK i RNK, ovo može imati oblik Votson-Krikovih baznih parova (G-C i A-T ili A-U), iako se mogu javiti i mnoge komplikovanije interakcije.

### Strukturne karakteristike
|                              | DNK              | RNK         | Proteini      |
| ---------------------------- | ---------------- | ----------- | ------------- |
| Kodira genetske informacije  | Da               | Da          | Ne            |
| Katalizuje biološke reakcije | Ne               | Da          | Da            |
| Građevinski blokovi (tip)    | Nukleotidi       | Nukleotidi  | Aminokiseline |
| Građevinski blokovi (broj)   | 4                | 4           | 20            |
| Mnogostrukost                | Dvostruki        | Jednostruki | Jednostruki   |
| Struktura                    | Dvostruki heliks | Kompleks    | Kompleks      |
| Stabilnost do degradacije    | Visoka           | Promenljiva | Promenljiva   |
| Sistemi za popravku          | Da               | Ne          | Ne            |

Zbog dvolančane prirode DNK, u biti svi nukleotidi imaju oblik Votson-Krikovih parova baza između nukleotida na dva komplementarna lanca dvostrukog heliksa.
Nasuprot tome, RNA i proteini su normalno jednolančani. Stoga nisu ograničeni pravilnom geometrijom dvostruke spirale DNK, te se tako sklapaju u složene trodimenzionalne oblike zavisne od njihove sekvence. Ti različiti oblici odgovorni su za mnoga zajednička svojstva RNK i proteina, uključujući stvaranje specifičnih mesta vezivanja, i sposobnost katalitičkog posredovanja biohemijskih reakcija.

#### DNK je optimizovana za kodiranje informacija
DNK je makromolekul za pohranu informacija koji kodira kompletan skup uputstava (genom) koja su potrebna za sastavljanje, održavanje i reprodukciju svakog živog organizma.
DNK i RNK su molekuli sposobni da kodiraju genetske informacije, jer postoje biohemijski mehanizmi koji čitaju informacije kodirane unutar DNK ili RNK sekvence i koriste ih za generiranje određenog proteina. S druge strane, informacije o sekvenci proteinskog molekula ćelije ne koriste za funkcionalno kodiranje genetskih informacija.

#### Proteini su optimizovani za katalizu
Proteini su funkcionalni makromolekuli odgovorni za katalizovanje biohemijskih reakcija koje održavaju život. Proteini sprovode sve funkcije organizma, na primer fotosintezu, neuralnu funkciju, vid i kretanje.

## Sintetički makromolekuli
Neki primeri makromolekula su sintetički polimeri (plastika, sintetička vlakna i sintetička guma), grafen i ugljenične nanocevi. Polimeri se mogu pripremiti od neorganske materije, kao i na primer u neorganskim polimerima i geopolimerima. Inkorporacija neorganskih elemenata omogućava podešavanje svojstava i/ili odzivnog ponašanja kao na primer kod pametnih neorganskih polimera.

## Literatura
- Meyers, Robert A. (2002). Encyclopedia of physical science and technology. Boston: Academic Press. ISBN 978-0-12-227410-7.

## Spoljašnje veze
- Struktura i funkcija makromolekula Архивирано на веб-сајту  (26. март 2009)
- Synopsis of Chapter 5, Campbell & Reece, 2002
- Several (free) introductory macromolecule related internet-based courses Архивирано 2011-07-18 на сајту
- „Giant Molecules!” (PDF). ISSN 1540-9864. Архивирано из оригинала (PDF) 02. 09. 2006. г. Приступљено 10. 3. 2010. by Ulysses Magee, ISSA Review Winter 2002–2003, . Cached HTML version of a missing PDF file.. The article is based on the book, Inventing Polymer Science: Staudinger, Carothers, and the Emergence of Macromolecular Chemistry by Yasu Furukawa.